# De Gekroonde Valk

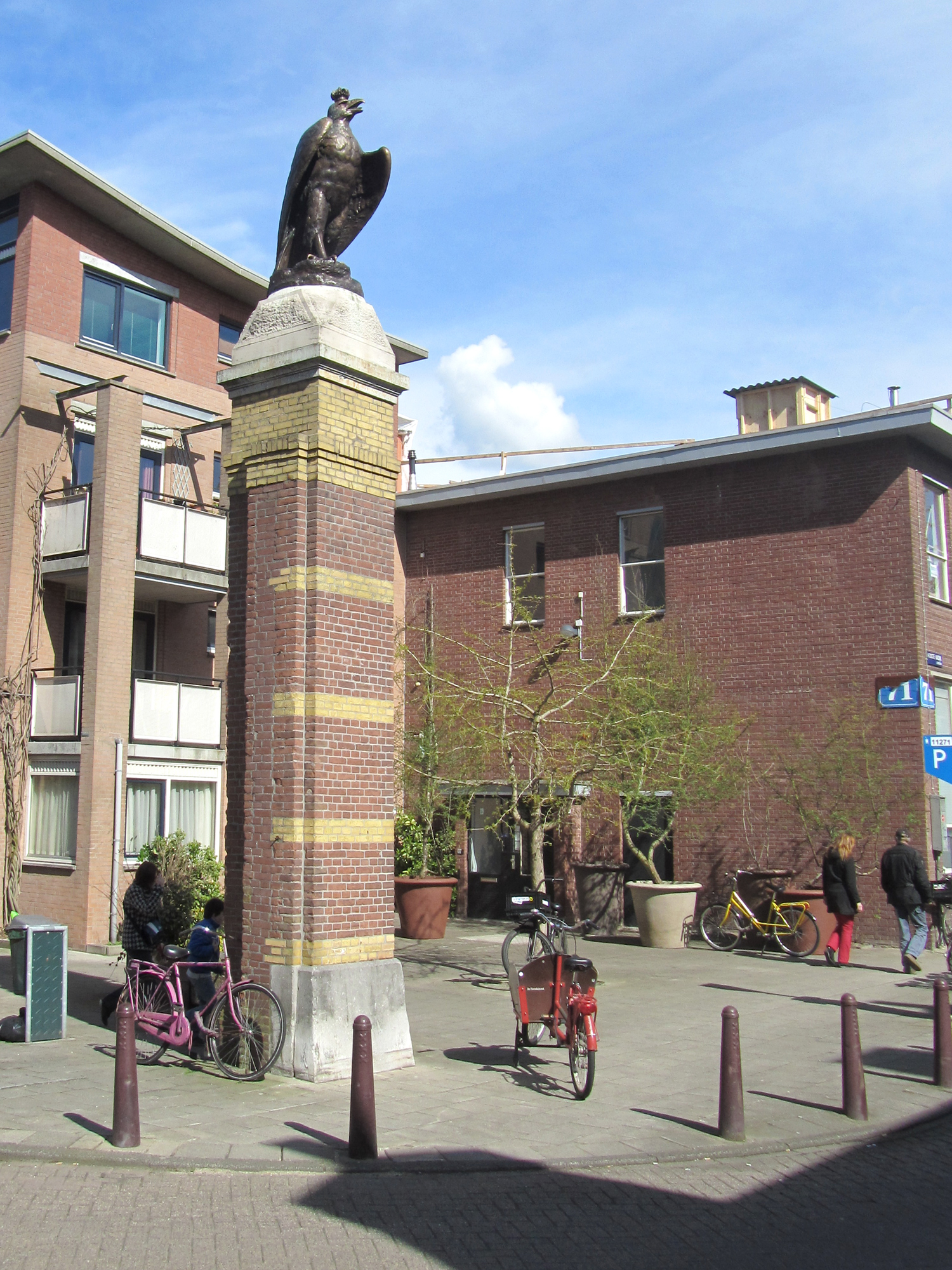
Beeld van De Gekroonde Valk

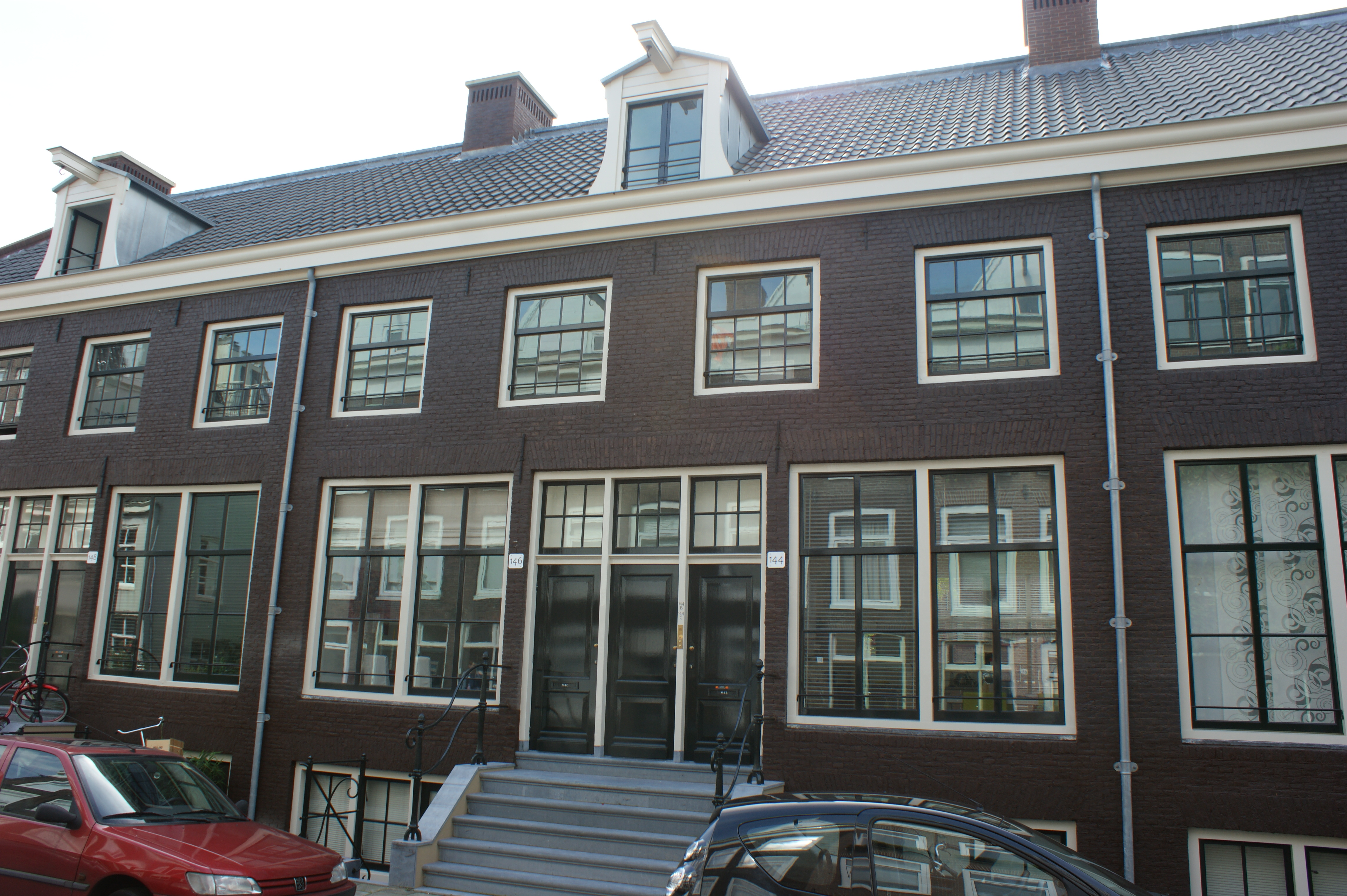
Sibbelwoningen van de huurdersvereniging De Gekroonde Valk 144 en 146

De Gekroonde Valk was een bierbrouwerij gelegen tussen de Hoogte Kadijk en de Nieuwe Vaart in Amsterdam.
De brouwerij en azijnmakerij werd in 1733 in Amsterdam opgericht door Jan van den Bosch.  De Rotterdamse familie Van Vollenhoven nam het bedrijf in 1791 over en gaf haar naam  aan verschillende bieren. Het op de bierflessen afgebeelde beeldmerk toonde een valk met een kroontje op de kop.
Het bedrijf was rond 1900 de grootste brouwerij van de stad geworden, onder leiding van Willem Hovy. Hovy kwam in 1858 in dienst van de brouwerij en lange tijd was hij directeur. De brouwerij behoorde in die jaren zelfs tot de grote drie van Nederland. Hovy voerde er een voor die tijd zeer opvallend sociaal bewind, waarin bijvoorbeeld zieke arbeiders twee weken lang hun loon kregen doorbetaald. Werknemers die vader werden kregen een dubbel weekloon. 
Een groot deel van de gebouwen werd tussen 1878 en 1904 gebouwd naar ontwerpen van de architecten G.B. Salm en zijn zoon A. Salm. De machines werden sinds 1872 met stoomkracht aangedreven. Vanuit het koelhuis leverden ijshandelaren per paard en wagen kristalhelder duinwater-ijs uit de brouwerij aan restaurants, fabrieken en particulieren.   
Een tegeltableau uit 1908 toont dat het complex na een grote brand in 1906 weer geheel was opgebouwd. Na de Tweede Wereldoorlog kwijnde het weg. In 1949 namen Heineken en Amstel het bedrijf over. In 1956 werd het voorgoed gesloten.
Ter gelegenheid van het 100-jarig bestaan van het bedrijf in 1891 werd op een 5,5 meter hoge zuil bij de toegangspoort een gietijzeren beeld van een gekroonde valk geplaatst. vanaf 1993 staat de zuil met daarop een replica van het beeld op de hoek van de Hoogte Kadijk en Buiten Kadijken. Het origineel is aangetroffen bij erfgenamen in Zuid-Afrika.
De bewoners van de daartegenover, op Hoogte Kadijk 112-150, gelegen monumentale Sibbelwoningen verenigden zich onder de druk van een langdurig geschil met projectontwikkelaar De Key-Principaal in de Huurdersvereniging De Gekroonde Valk. 